# Countdown to Extinction
Countdown to Extinction  é o quinto álbum de estúdio lançado pela banda americana de heavy metal Megadeth, em julho de 1992. Foi indicado para o prêmio de "Melhor Desempenho de Metal" no Grammy Awards de 1993. A faixa título do álbum ganhou a Humane Society's Genesis Award, tornando o Megadeth a única banda de Metal a ser dada esta honra. O álbum alcançou o 2º lugar na Billboard e foi certificado 2x platina nos Estados Unidos. Em 2004, foi lançada uma versão remasterizada, contendo quatro faixas novas. O álbum contém singles como "Symphony of Destruction" (que já foi regravada por várias outras bandas) e "Sweating Bullets", que teve um bom desempenho nas paradas. Em 2017, foi eleito o 33º melhor álbum de metal de todos os tempos pela revista Rolling Stone.

## Produção e comercialização
Countdown to Extinction foi o segundo álbum com a formação do Megadeth na época. Foi produzido por Dave Mustaine e Norman Max na empresa em Burbank, Califórnia. Foi pré-produzido por Ryan Greene. Foi o trabalho que contou com a criatividade e colaboração integral de todos os membros da banda. É o álbum mais bem sucedido comercialmente da banda até a data.

## Tema das músicas
Como seu antecessor, muitas das músicas do álbum têm tendências políticas e militares. No entanto, a faixa de abertura Skin o' My Teeth foi especulada sobre suicídio, um tema que difere do resto do álbum. Symphony of Destruction, com letras escritas por Dave Mustaine, detalha uma história sobre um cidadão comum como chefe de um regime fantoche, já que o país é dirigido por um governo fantasma. A canção foi notada pelos críticos por seu grande impacto social e filosófico. "Architecture of Aggression" explora a natureza do conflito global; Mustaine revelou que a música era sobre o ex-presidente iraquiano Saddam Hussein, que estava envolvido na Guerra do Golfo na época. "Foreclosure of a Dream" lida com preocupações econômicas e desigualdade social. De acordo com o crítico de música Eduardo Rivaldivia, "talvez nenhuma outra música do Megadeth na história lide direta e sobriamente" com essas questões. A música foi então amostrada nos EUA. O infame discurso do Presidente George W. Bush "Leia meus lábios", fazendo uma declaração sobre a taxação pondo em risco o "Sonho Americano". Billboard elogiou a faixa, juntamente com "Symphony of Destruction", por ser "socialmente consciente" e descreveu-os como "declarações poderosas para os hard rockers".
A quinta faixa, Sweating Bullets, mostra a batalha de Mustaine com seu eu interior, que é apresentado ao longo de um estilo de canto de conversação. "Sweating Bullets" foi escrito durante a segunda sessão de gravação e foi lançado como o terceiro single do álbum. Seu tema lírico lida com a paranóia. David Ellefson comentou que as letras da música eram "psicoticamente perfeitas" e soavam como "o interior da mente de um lunático enlouquecido". A faixa-título foi inspirada em preocupações ambientais sobre o futuro do planeta, além de críticas à caça de troféus e ao impacto negativo que tem. O nome foi sugerido por Nick Menza, que leu uma matéria na revista Time intitulada "The Countdown to Extinction". "High Speed Dirt" concentra-se no pára-quedismo. "Captive Honor" é uma música sobre a prisão e as conseqüências do crime, enquanto "Psychotron" foi escrito sobre o personagem da Marvel Comics deathlok. A faixa de encerramento do álbum, "Ashes in Your Mouth", se concentra nas conseqüências negativas da guerra.

Na versão de 2004, há também a música Crown of Worms, co-escrita por Mustaine e Sean Harris, vocalista do Diamond Head. 
| Críticas profissionais                                                      | Críticas profissionais |
| Avaliações da crítica                                                       | Avaliações da crítica  |
| Fonte                                                                       | Avaliação              |
| --------------------------------------------------------------------------- | ---------------------- |
| allmusic                                                                    | [ 2 ]                  |
| Entertainment Weekly                                                        | (A-)                   |
| Rolling Stone                                                               | [ 4 ]                  |
| Esta tabela precisa de ser acompanhada por texto em prosa. Consulte o guia. |                        |

## Faixas
Todas faixas escritas por Dave Mustaine, exceto onde anotado.
| N.º            | Título                       | Letras                         | Música                              | Duração |  |
| 1.             | "Skin o' My Teeth"           |                                |                                     | 3:14    |  |
| 2.             | "Symphony of Destruction"    |                                |                                     | 4:05    |  |
| 3.             | "Architecture of Aggression" |                                | David Ellefson, Dave Mustaine       | 3:38    |  |
| 4.             | "Foreclosure of a Dream"     | Ellefson, Mustaine             |                                     | 4:21    |  |
| 5.             | "Sweating Bullets"           |                                |                                     | 5:03    |  |
| 6.             | "This Was My Life"           |                                |                                     | 3:43    |  |
| 7.             | "Countdown to Extinction"    | Ellefson, Nick Menza, Mustaine | Marty Friedman, Mustaine            | 4:17    |  |
| 8.             | "High Speed Dirt"            | Ellefson, Mustaine             |                                     | 4:21    |  |
| 9.             | "Psychotron"                 |                                |                                     | 4:41    |  |
| 10.            | "Captive Honour"             | Ellefson, Mustaine             | Friedman, Menza, Mustaine           | 4:14    |  |
| 11.            | "Ashes in Your Mouth"        |                                | Ellefson, Friedman, Menza, Mustaine | 6:10    |  |
| Duração total: | Duração total:               | Duração total:                 | Duração total:                      | 47:26   |  |

| Faixas bônus de 2004 |                                          |         |  |
| N.º                  | Título                                   | Duração |  |
| 12.                  | "Crown of Worms (Mustaine, Sean Harris)" | 3:17    |  |
| 13.                  | "Countdown to Extinction (demo)"         | 3:55    |  |
| 14.                  | "Symphony of Destruction (demo)"         | 5:29    |  |
| 15.                  | "Psychotron (demo)"                      | 5:28    |  |

## Integrantes
- Dave Mustaine  — Vocal, guitarra
- Marty Friedman —  Guitarra, violão e backing vocals
- David Ellefson — Baixo, backing vocals
- Nick Menza — Bateria, Vocal em Captive Honour

## Posições nas listas de vendas
| Lista (1992)                | Melhor posição |
| --------------------------- | -------------- |
| Australian Albums Chart     | 14             |
| Austrian Albums Chart       | 12             |
| Canadian Albums Chart       | 25             |
| Dutch Albums Chart          | 45             |
| German Albums Chart         | 15             |
| Japanese Albums Chart       | 6              |
| New Zealand Albums Chart    | 5              |
| Norwegian Albums Chart      | 9              |
| Swedish Albums Chart        | 10             |
| Swiss Albums Chart          | 16             |
| UK Albums Chart             | 5              |
| US Billboard 200            | 2              |
| US Billboard Year-End Chart | 64             |